# Višňová (Liberec)
Višňová é uma comuna checa localizada na região de Liberec, distrito de Liberec‎.

## Galeria

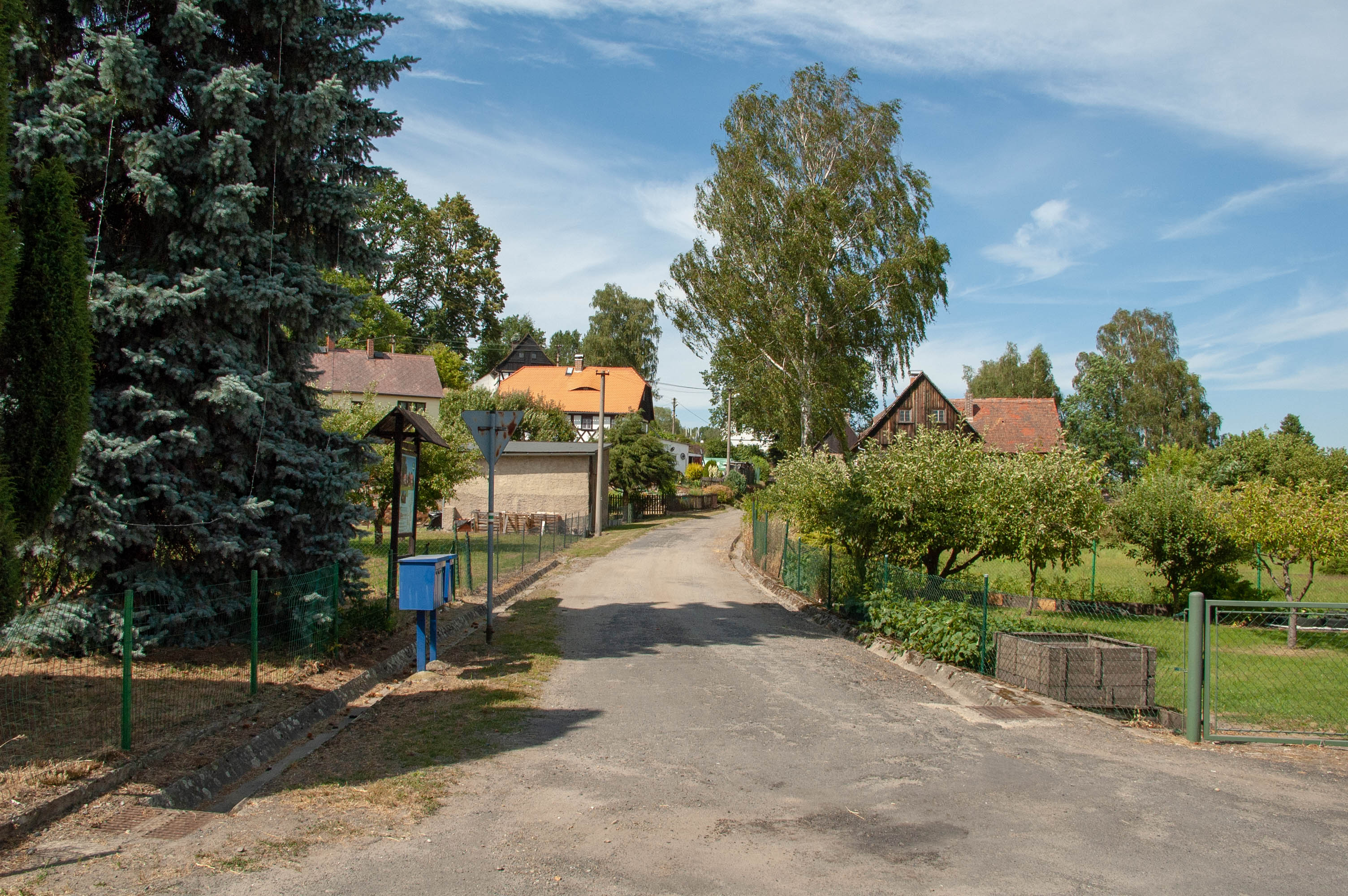
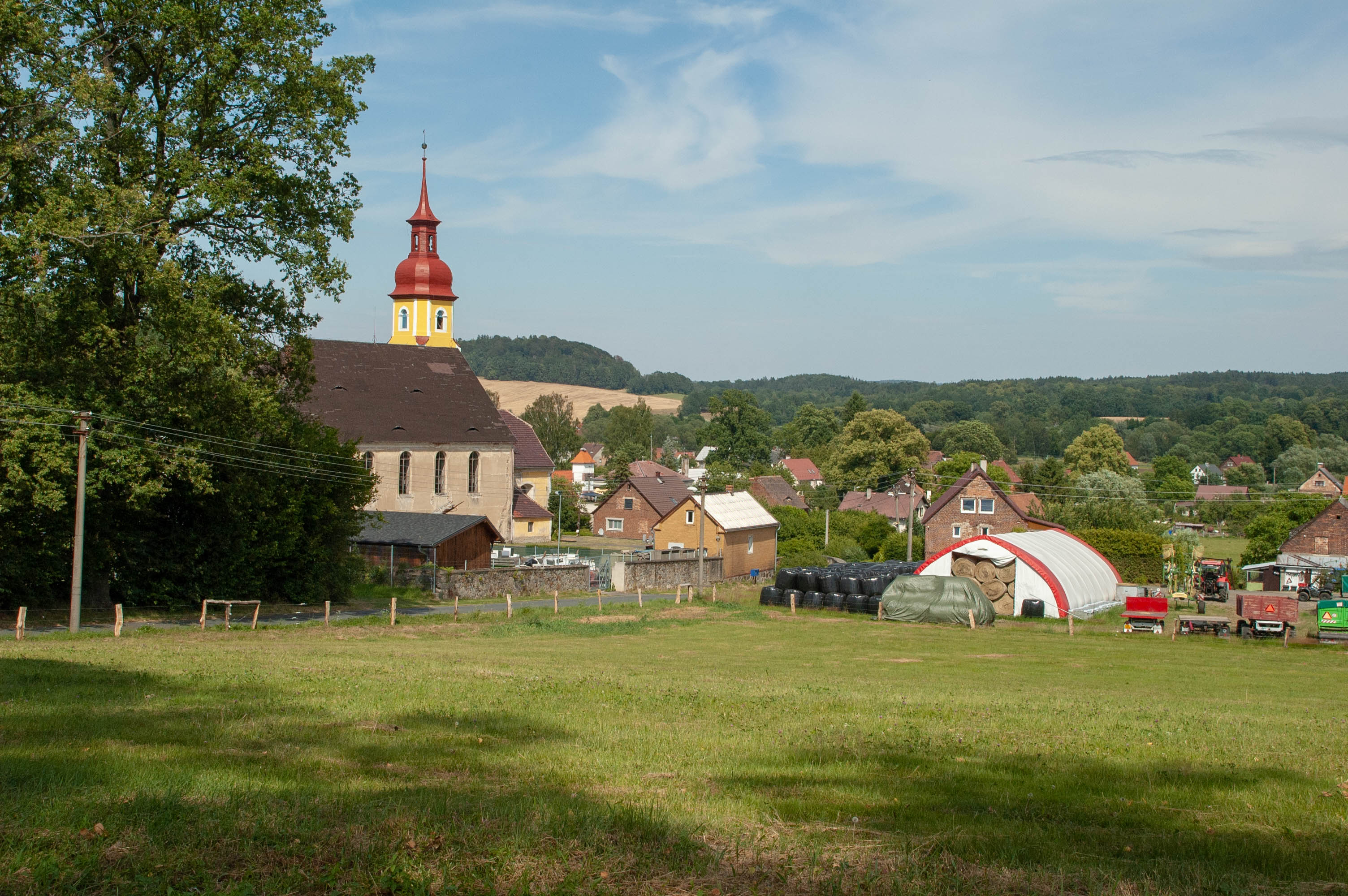
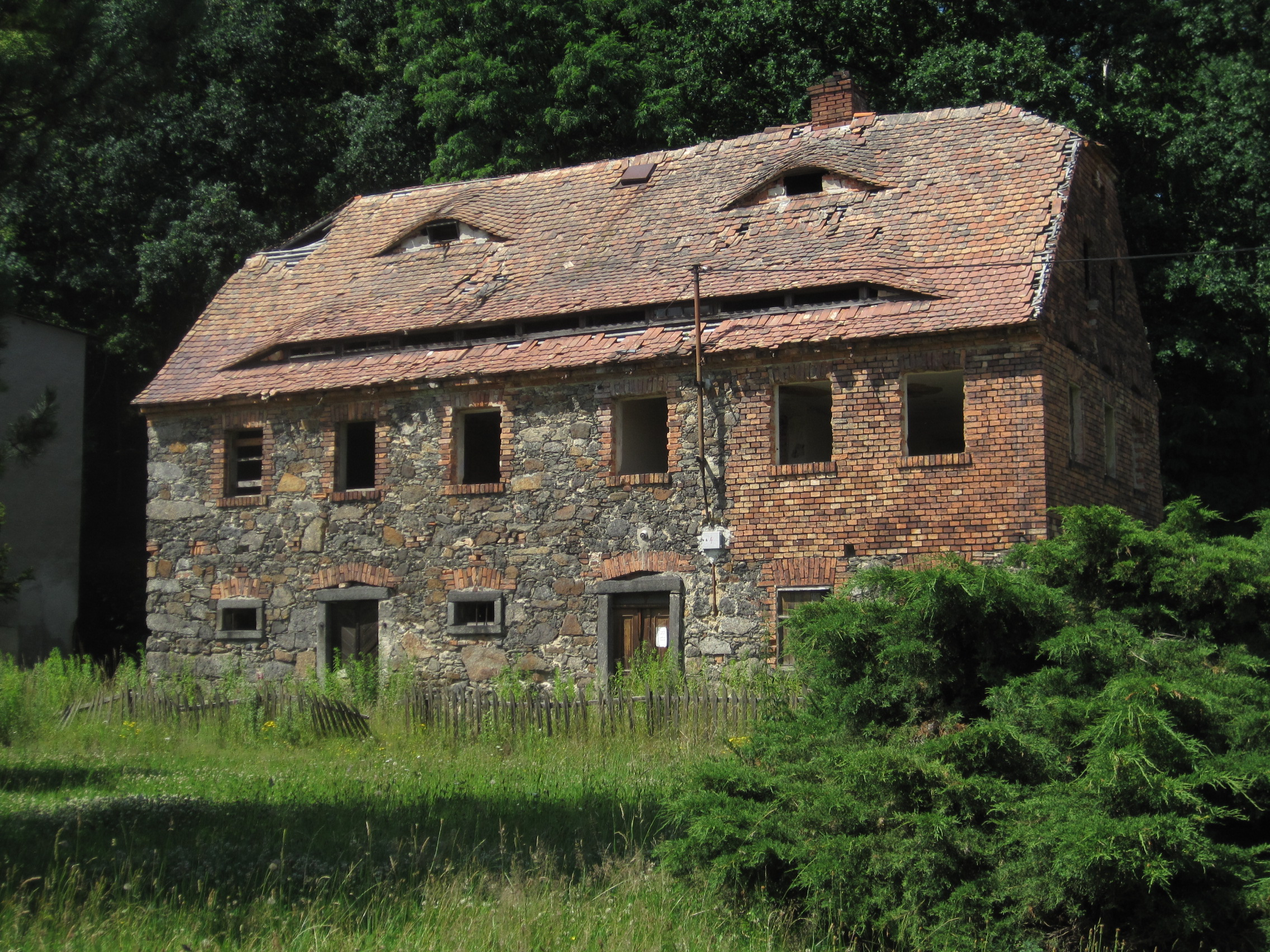